# Don't Forget to Remember Me
Don't Forget to Remember Me är den andra countrysingeln från Carrie Underwoods debutalbum Some Hearts. Carrie Underwood framförde låten live i American Idol under femte säsongens final, den 24 maj 2006.

## Tema
I denna countrysång sjunger hon om en 18-åring som lämnar sitt föräldrahem efter att ha examinerats från high school. När hon är redo att lämna huset och gå vidare i livet, påminner hennes mor sin dotter att inte glömma henne.

## Listplaceringar
Låten debuterade på placeringen #54 på Billboards Hot Country Songs-listan. Den gick in på amerikanska Billboard Hot 100 på placeringen #98 efter två veckor på Top 30 på countrylistorna. 
| Lista (2006)                                 | Topplacering |
| -------------------------------------------- | ------------ |
| AmerikanskaBillboard Hot Country Songs       | 2            |
| AmerikanskaBillboard Hot 100                 | 49           |
| Amerikanska Billboard Pop 100                | 77           |
| Kanadensiska Radio & Records, countrysinglar | 3            |

## Musikvideon
I musikvideon går hon av en buss och in i sitt nya hus. Hennes mamma är med i tillbakablickar i videon.

### Fotnoter
1. ↑   Some Hearts. Arista Records/19 Recordings. 2005. 71197.
2. ↑  ”Search results for "Don't Forget to Remember Me"”. Billboard. Arkiverad från originalet den 21 december 2015. https://web.archive.org/web/20151221030740/http://www.billboard.com/artist/298758/carrie-underwood/chart?f=379. Läst 4 juni 2009.